# The Solid Gold Cadillac
The Solid Gold Cadillac – amerykański film z 1956 roku w reżyserii Richarda Quine.

## Nagrody i nominacje
| Nazwa nagrody | Wygrane                                                 | Nominacje                                                                                              |
| ------------- | ------------------------------------------------------- | --- |
| Oscar         | 1957 Najlepsze kostiumy - filmy czarno-białe Jean Louis | 1957 Najlepsza scenografia - filmy czarno-białe Louis Diage, Ross Bellah, William Kiernan              |
| WGA           | 1957 bez rezultatu                                      | 1957 Najlepszy scenariusz komedii Abe Burrows                                                          |
| Złoty Glob    | 1957 bez rezultatu                                      | 1957 Najlepsza komedia lub musical Fred Kohlmar Najlepsza aktorka w komedii lub musicalu Judy Holliday |